# Чон Гён Ми
Чон Гён Ми (кор. 정경미, р.26 июля 1985) — южнокорейская дзюдоистка, чемпионка Азии, призёрка Олимпийских игр.
Родилась в 1985 году в Кунсане. В 2005 году стала бронзовой призёркой чемпионата Азии. В 2007 году завоевала бронзовую медаль чемпионата мира. В 2008 году стала серебряной призёркой чемпионата Азии, а на Олимпийских играх в Пекине завоевала бронзовую медаль. В 2009 году стала чемпионкой Азии. В 2010 году завоевала золотую медаль Азиатских игр. В 2011 году стала обладательницей серебряной медали чемпионата Азии. В 2012 году завоевала бронзовую медаль чемпионата Азии, но на Олимпийских играх в Лондоне стала лишь 17-й. В 2013 году стала чемпионкой Азии. В 2014 году завоевала золотую медаль Азиатских игр.